# 福笑い/現実という名の怪物と戦う者たち
「福笑い/現実という名の怪物と戦う者たち」（ふくわらい/げんじつというなのかいぶつとたたかうものたち）は、高橋優の3枚目のシングル。 2011年2月23日にワーナーミュージックジャパンから発売された。

## 概要
前作「ほんとのきもち」から約3か月を経てリリースされた、2011年第1弾シングル。
表題曲ともにA面（両A面）のシングル。「福笑い〜ピアノバージョン〜」がボーナストラックとして収録されている。初回限定盤には全国ライブツアーの先行予約案内の封入特典、さらにディスク2としてDVDが収録されている。

## 収録曲

### 通常盤
（全作詞・作曲：高橋優、編曲：浅田信一）
1. 福笑い
  - 東京メトロ「TOKYO HEART」CMソング
  - 築地銀だこ20周年記念CMソング（2017年起用）
  - 2010年の元日に放送された生放送ラジオ番組でリスナーから送られた「世界の共通言語は英語じゃなくて笑顔」に触発されて制作された[1]。
  - 高橋個人では、「『福笑い』のように歪んだ微笑みをしちゃうこともあるけど、時には心から笑える日が来るということをストレートに歌った曲」と語っている[2]。
2. 現実という名の怪物と戦う者たち
  - NHK教育テレビアニメ『バクマン。』エンディングテーマ。
  - 「現実がどんなに辛くても、それに誰かと立ち向かえることは結構素晴らしいことなんじゃないか」ということを思いながら書かれた曲[2]。
3. 福笑い 〜ピアノバージョン〜（Bonus track）
  - 福笑いのピアノバージョン

### 初回限定版
- デビュー記念ライブ札幌&福岡
  - 〜FM FUKUOKA POWER PLAY LIVE at ROOMS 2010.9.11〜
    1. 素晴らしき日常
    2. 16歳
    3. こどものうた
    4. 福笑い

  - 〜SAPPORO SPECIAL LIVE at COLONY 2010.9.10〜
    1. アンコール 友へ

## 楽曲の収録アルバム
- リアルタイム・シンガーソングライター(#1,#2)
- 高橋優 BEST 2009-2015 『笑う約束』(#1,#2)